# شبگرد دم‌سفید
شبگرد دم‌سفید (نام علمی: Caprimulgus cayennensis) نام یک گونه از تیره شبگردان است.